# Bonko-Pérou
Pour les articles homonymes, voir Bonko (homonymie).
Bonko-Pérou est une commune rurale située dans le département de Gaoua de la province du Poni dans la région Sud-Ouest au Burkina Faso.

## Santé et éducation
Le centre de soins le plus proche de Bonko-Pérou est le centre de santé et de promotion sociale (CSPS) de Bonko tandis que le centre hospitalier régional (CHR) de la province se trouve à Gaoua.